# Azteca emeryi
Azteca emeryi är en myrart som beskrevs av Auguste-Henri Forel 1904. Azteca emeryi ingår i släktet Azteca och familjen myror. Inga underarter finns listade.